# 輝け
「輝け」（かがやけ）は、ファンキー加藤の楽曲で、2枚目のシングル。2014年5月14日にドリーミュージックから発売された。

## 概要
前作「My VOICE」から約3か月ぶりのシングル。前作同様、初回生産限定盤と通常盤の2形態でリリース。初回生産限定盤には、ミュージック・ビデオとメイキング映像が収録されたDVDが付属された。

## 収録内容

### CD
全作詞：ファンキー加藤
1. 輝け [4:45]
作曲：ファンキー加藤/soundbreakers、編曲：soundbreakers
カルピスソーダCMソング。制作に関して、詞先で行われた[2]。
ミュージック・ビデオには、小松直樹[3]や黒崎レイナが出演しており、奄美大島で撮影された[4]。
2. 僕らの詩 [5:15]
作曲：ファンキー加藤/平義隆、編曲：平義隆
3. 紫陽花 [3:09]
作曲：ファンキー加藤/YANAGIMAN、編曲：YANAGIMAN
ツアーで地方のスナックに行った時に自分の持ち曲を歌いたいという欲求から制作された異色作[5]。

### DVD（初回生産限定盤）
1. 輝け (MUSIC CLIP)
2. メイキング映像